# Axel Gillberg

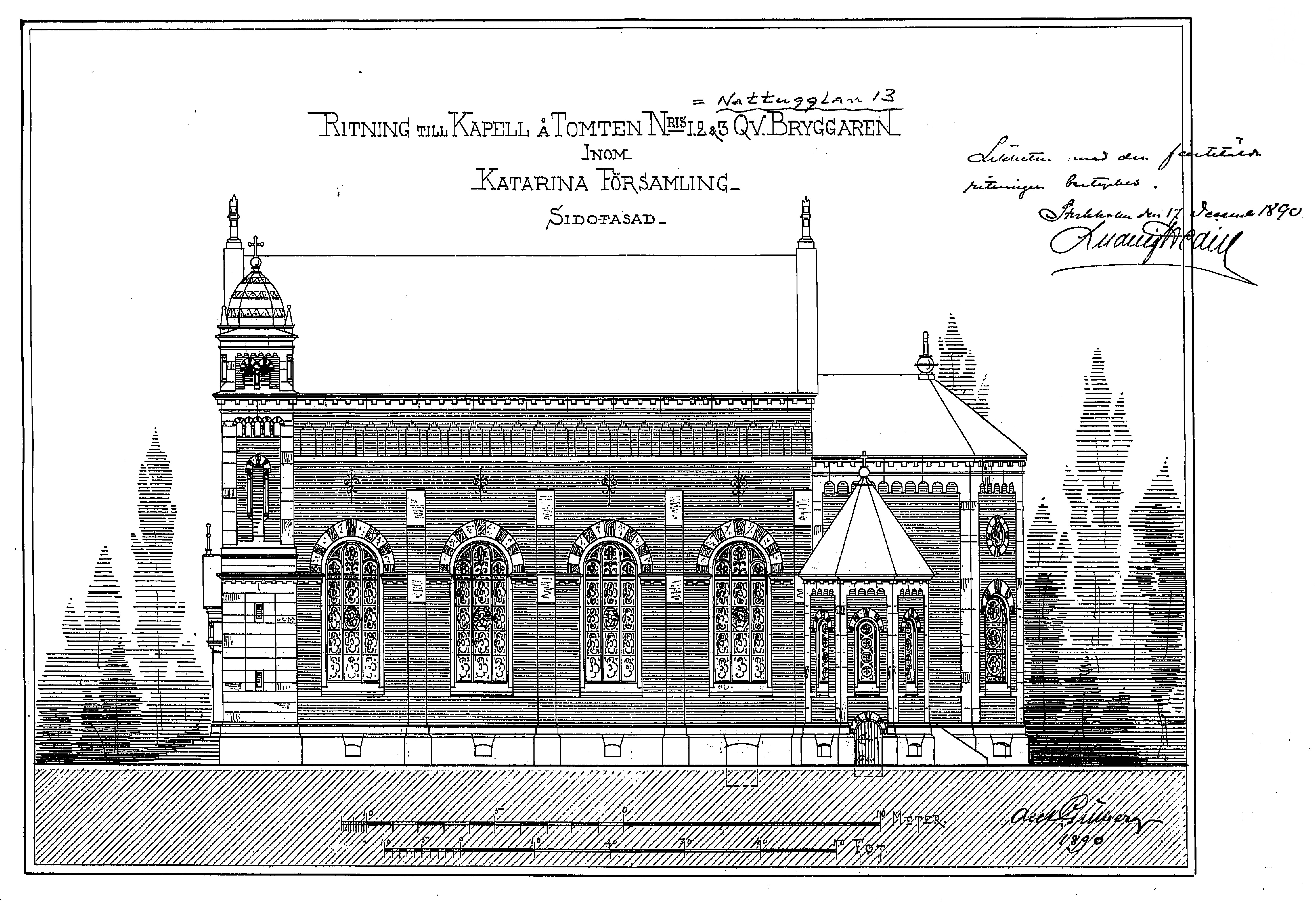
Stockholms katolska domkyrka, fasad mot väst, ritning av Axel Gillberg, 1890.

Axel Gillberg, född 1861, död 21 januari 1915, var en svensk arkitekt.
Gillberg studerade vid Kungliga Tekniska högskolan i Stockholm mellan åren 1878 och 1884. Han genomgick en tolvårig praktik hos Magnus Isæus och var därefter anställd som ritbiträde vid byggandet av Riksdagshuset och Dramaten. Till hans kända arbeten hör Stockholms katolska domkyrka som uppfördes 1890-1892 efter hans ritningar. Han gestaltade kyrkan i nyromansk rundbågestil med basilikan som grundform. Fasaderna består av rött klinkertegel och grå puts. Huvudfasaden mot Folkungagatan domineras av ett stort rosettfönster och kröns av ett kors som flankeras av två låga torn.
År 1897 ritade han musikpaviljongen för Blanchs café i Kungsträdgården. Byggnaden ersattes på 1960-talet av Sverigehuset. Till hans arbeten räknas även ombyggnadsritningar för fastigheten Deucalion 2 (Västerlånggatan 78, hörnhuset mot Järntorget. För övrigt är inte många av hans verk kända.